# Točník
Točník är en ort i Tjeckien.   Den ligger i regionen Mellersta Böhmen, i den centrala delen av landet, 40 km sydväst om huvudstaden Prag. Točník ligger 337 meter över havet och antalet invånare är 224.
Terrängen runt Točník är huvudsakligen platt, men åt nordost är den kuperad. Točník ligger nere i en dal. Runt Točník är det ganska tätbefolkat, med 179 invånare per kvadratkilometer. Närmaste större samhälle är Beroun, 16,1 km nordost om Točník. Trakten runt Točník består till största delen av jordbruksmark.